# Saison 2021-2022 du Montpellier Hérault Sport Club
Maillots
Dernière mise à jour : 22 septembre 2021.
Chronologie
Saison précédente Saison suivante
La saison 2021-2022 du Montpellier Hérault Sport Club est la quarantième saison du club héraultais en première division du championnat de France, la douzième saison consécutive au sein de l'élite du football français.
Les Pailladins participent également durant la saison à la Coupe de France.
Cette saison sera marquée par le retour des supporters après la crise Covid, et notamment les ultras de la Butte Paillade 91 et l'Armata ultras 02 deux ans après, lors du match contre le stade Brestois 29.
C'est aussi la saison anniversaire des 10 ans du titre de champion de France, c'est pourquoi lors de chaque match à domicile un ancien champion 2012 a l'honneur de donner le coup d'envoi fictif. Parmi eux on peut noter Rémy Cabella, Souleymane Camara, René Girard ou encore Henri Bedimo.

## Avant saison

### Objectif du club
Bien que Laurent Nicollin soit souvent prudent sur ce sujet, nous pouvons déduire des saisons précédente la volonté de toujours faire mieux que la saison passée ; accrocher une 8e place ou mieux.
Autour du club, les supporters et les journalistes attendent de l'ambition et bien qu'une saison de transition soit évoquée avec les départs en dernière minute de Gaëtan Laborde et Andy Delort, l'Europe reste un objectif possiblement envisageable à la fin de la saison.

### Transferts estivaux
Le mercato estivale débute le mercredi 9 juin et se termine le 31 août à 0h00.
La période estivale a été frappée par d'importants mouvement dans l'Hérault, à noter parmi eux les départs de Gaëtan Laborde (vers le Stade Rennais pour 15 millions d'euros hors bonus) et Andy Delort (vers l'OGCN pour 10 millions d'euros) dans les ultimes instants du mercato. En effet, le duo prolifique des saisons précédentes a quitté le club en laissant un gros vide à leurs poste. Seulement remplacé par Valère Germain (Libre). Le départ d'Andy Delort sera vécu de façon très amère parmi les supporters de la Paillade puisque celui-ci évoquait quelques mois plus tôt finir sa carrière au Montpellier HSC, son « club de cœur ». Gaëtan Laborde sera lui, au contraire de son compère, félicité par les supporters pour son comportement « honnête » durant la totalité de son passage au club, dû au fait qu'il a prévenu de son départ quelques mois plus tôt.
Le mercato estival est marqué aussi par le départ de deux immenses joueurs du Montpellier HSC : Vitorino Hilton et Daniel Congré.
Du côté des arrivées, comme évoqué précédemment, il y a celle de Valère Germain pour tenter de compenser le départ du duo. En défense Mamadou Sakho (libre) revient d'une longue période sans jouer et est un pari pris par le club pour le relancer.
À noter aussi, des jeunes joueurs comme Matheus Thuler en prêt, Léo Leroy, Béni Makouana du centre de formation ou encore Nicolas Gioacchini (en prêt du SM Caen) qui mettent les pieds pour la 1re fois à Grammont.
| Nom                 | Nationalité    | Poste     | Transfert                | Provenance/Destination         | Division              |
| Arrivées            | Arrivées       | Arrivées  | Arrivées                 | Arrivées                       | Arrivées              |
| ------------------- | -------------- | --------- | ------------------------ | ------------------------------ | --------------------- |
| Ambroise Oyongo     | Cameroun       | Défenseur | Retour de prêt           | Krasnodar                      | Premier Liga          |
| Thibaut Vargas      | France         | Défenseur | Retour de prêt           | La Berrichonne de Châteauroux  | Ligue 2 BKT           |
| Thuler              | Brésil         | Défenseur | Prêt                     | Flamengo Futebol Clube         | Série A               |
| Léo Leroy           | France         | Milieu    | Transfert libre          | La Berrichonne de Châteauroux  | Ligue 2 BKT           |
| Mamadou Sakho       | France         | Défenseur | Transfert libre          | Crystal Palace Football Club   | Première League       |
| Nicholas Gioacchini | USA            | Attaquant | Prêt avec option d'achat | SM Caen                        | Ligue 2 BKT           |
| Valère Germain      | France         | Attaquant | Transfert Libre          | Olympique de Marseille         | Ligue 1               |
| Départs             |                |           |                          |                                |                       |
| Vitorino Hilton     | Brésil         | Défenseur | Retraite                 |                                |                       |
| Daniel Congre       | France         | Défenseur | Transfert libre          | Dijon                          | Ligue 2               |
| Damien Le Tallec    | France         | Milieu    | Rupture de contrat       | AEK                            | Super League          |
| Yun Il-lok          | Corée du Sud   | Attaquant | Transfert libre          | Ulsan Hyundai Football Club    | K League              |
| Keagan Dolly        | Afrique du Sud | Milieu    | Rupture de contrat       | Kaizer Chiefs Football Club    | Premier Soccer League |
| Yanis Ammour        | France         | Attaquant | Transfert libre          |                                |                       |
| Samy Benchamma      | France         | Milieu    | Transfert libre          | Chamois niortais Football Club | Ligue 2 BKT           |
| Clément Vidal       | France         | Défenseur | Prêt                     | AC Ajaccio                     | Ligue 2 BKT           |
| Thibaut Vargas      | France         | Défenseur | Rupture de contrat       | La Berrichonne de Châteauroux  | Ligue 2 BKT           |
| Andy Delort         | Algérie        | Attaquant | Transfert                | OGC Nice                       | Ligue 1               |
| Gaëtan Laborde      | France         | Attaquant | Transfert                | Stade rennais Football Club    | Ligue 1               |
| Petar Škuletić      | Serbie         | Attaquant | Rupture de contrat       |                                |                       |

### Transferts hivernaux
Le mercato ouvre le 1er janvier et se termine le 31 janvier.
Le Montpellier HSC sera très peu actif durant le mercato hivernal, et ne signera que Gabriel Barès en provenance du FC Lausanne Sport. Cette signature sera évoquée par Laurent Nicollin comme « une préparation de la saison prochaine » (afin d'éviter probablement un scénario similaire à celui du mercato estival). Le staff montpelliérain prévoit de ne pas le faire jouer de la saison afin qu'il puisse évoluer jusqu'à la saison prochaine.
| Nom           | Nationalité | Poste   | Transfert       | Provenance/Destination | Division            |
| Arrivée       | Arrivée     | Arrivée | Arrivée         | Arrivée                | Arrivée             |
| ------------- | ----------- | ------- | --------------- | ---------------------- | ------------------- |
| Gabriel Barès | Suisse      | Milieu  | Transfert libre | FC Lausanne Sport      | Super League Suisse |
| Départs       |             |         |                 |                        |                     |

### Préparation d'avant-saison
Le vendredi 3 septembre, pendant la trêve internationale, Montpellier se déplace sur la pelouse de Rodez Aveyron Football pour un match amical.
Le match ne dure que 45' car arrêté avec le mauvais temps. Le score était de 1-1 grâce à un but de l'Américain Nicholas Gioacchini.

## Schémas tactiques
Olivier Dall'Oglio pratiquera un jeu offensif avec le Montpellier HSC, en dérogeant notamment à la règle du 5-2-1-2 de Michel Der Zakarian. Lors de la saison 2021-2022, l'équipe tentera souvent de relancer court en utilisant notamment Jordan Ferri en relayeur ainsi que Joris Chotard en sentinelle. Offensivement Téji Savanier, véritable passeur du championnat, et meneur du jeu Héraultais fera briller ses coéquipiers en les lançant dans la profondeur.
Cette saison sera aussi marqué par un onze souvent modifié par les blessures et les cartons de joueurs cadres tels que : Téji Savanier, Mamadou Sakho ou encore Stéphy Mavididi en seconde partie de saison.

### Tactique en 4-2-3-1 (Alternative)
Dans ces compositions de match nous pouvons aussi voir apparaitre certains joueurs de manières plus ponctuelles tel que : Junior Sambia, Léo Leroy (fils de Jérôme Leroy) ou encore Rémy Cabella en fin de saison.
Certains jeunes se voient offrir du temps de jeu : Nicholas Gioacchnini, Béni Makouana, Sacha Delaye (fils de Philippe Delaye, passé lui aussi au club) ou encore Enzo Tchato

## Compétitions

### 1ère Partie de Saison
Le Montpellier HSC commence sa saison de manière poussive avec la défaite à domicile face à l'Olympique de Marseille, et bien que le jeu soit assez agréable, les résultats sont irréguliers et ils leur manquent encore à enchainer les bonnes prestations. Montpellier reste cependant dans le bon train pour jouer l'Europe en fin de saison, et ira même s'installer à une 5e place à la mi-saison grâce à un mois de décembre parfait (5 matchs 5 victoires).
C'est Téji Savanier qui fait la part belle du club, en effet, le natif de la cité Gély, repositionné en 10 par Olivier Dall Oglio, délivre de somptueuses passes décisives pour ses coéquipiers et se montre comme le nouveau moteur de l'effectif à la suite des départs d'Andy Delort et de Gaëtan Laborde. Il sera même élu meilleur joueur du mois de décembre.
Défensivement, le club renoue avec une certaine confiance qu'il avait perdu en fin de saison dernière grâce à l'apport de l'expérimenté Mamadou Sakho et à l'éclosion du jeune Maxime Estève (19 ans seulement).
Plus globalement c'est une première partie de saison très réussie, loin de la saison de transition évoquée puisque le club récolte son plus haut total de point à la trêve depuis l'année du titre (31 points contre 37 en 2011-2012)
| Classement | Équipes                | Points |  |
| ---------- | ---------------------- | ------ |  |
| 1er        | Paris Saint-Germain    | 46     |  |
| 3ème       | OGC Nice               | 33     |  |
| 2ème       | Olympique de Marseille | 33     |  |
| 4e         | Stade Rennais FC       | 31     |  |
| 5e         | Montpellier HSC        | 31     |  |
| 6e         | RC Strasbourg Alsace   | 29     |  |
| 7e         | AS Monaco              | 29     |  |
| 8e         | FC Nantes              | 28     |  |
| 9e         | LOSC Lille             | 28     |  |
| 10e        | RC Lens                | 27     |  |
| ...        | ...                    | ...    |  |

### Matchs officiels de la saison
Le tableau ci-dessous retrace les rencontres officielles jouées par le Montpellier HSC durant la saison. Les buteurs sont accompagnés d'une indication sur la minute de jeu où est marqué le but et, pour certaines réalisations, sur sa nature (penalty ou contre son camp)
| Compétition     | Débute au tour | Place ou tour final | Matches joués | Gagnés | Nuls | Perdus | Buts pour | Buts contre | Différence |
| Ligue 1         |                | 13e                 | 38            | 12     | 7    | 19     | 49        | 61          | -12        |
| Coupe de France | 1/32 de finale | 1/8 de finale       | 3             | 2      | 0    | 1      | 3         | 1           | +1         |
| Total           | 0              | 0                   | 41            | 14     | 7    | 20     | 52        | 62          | -10        |

| Journée 1                  | Montpellier HSC                        | 2 - 3   | Olympique de Marseille                             | | |
| Dimanche 8 août 2021 20:45 | Peres 30e (csc) · ( Cozza) Laborde 34e | (2 - 0) | 68e Ünder (de la Fuente ) · 75e 80e Payet (Gueye ) | Stade de la Mosson, Montpellier Spectateurs : 13 459 Diffuseur : Prime Video Arbitrage : Jérémie Pignard | Stade de la Mosson, Montpellier Spectateurs : 13 459 Diffuseur : Prime Video Arbitrage : Jérémie Pignard |
| Dimanche 8 août 2021 20:45 |                                        | Rapport | 44e Peres                                          | Stade de la Mosson, Montpellier Spectateurs : 13 459 Diffuseur : Prime Video Arbitrage : Jérémie Pignard | Stade de la Mosson, Montpellier Spectateurs : 13 459 Diffuseur : Prime Video Arbitrage : Jérémie Pignard |

| Journée 2                   | Stade de Reims                         | 3 - 3   | Montpellier HSC                               | | |
| Dimanche 15 août 2021 15:00 | (Ekitike ) Cassamá 7e 26e · Kebbal 83e | (2 - 3) | 5e Cozza · 38e Delort (Mollet ) · 43e Laborde | Stade Auguste-Delaune, Reims Spectateurs : 8 887 Diffuseur : Prime Video (multiplex) Arbitrage : Jérémy Stinat | Stade Auguste-Delaune, Reims Spectateurs : 8 887 Diffuseur : Prime Video (multiplex) Arbitrage : Jérémy Stinat |
| Dimanche 15 août 2021 15:00 | Cafaro 32e · Locko 49e                 | Rapport | 25e Thuler                                    | Stade Auguste-Delaune, Reims Spectateurs : 8 887 Diffuseur : Prime Video (multiplex) Arbitrage : Jérémy Stinat | Stade Auguste-Delaune, Reims Spectateurs : 8 887 Diffuseur : Prime Video (multiplex) Arbitrage : Jérémy Stinat |

| Journée 3                   | Montpellier HSC                                                | 3 - 1   | FC Lorient                                                 | | |
| Dimanche 23 août 2021 15:00 | Savanier 50e · (Delort ) Mavididi 58e · (Savanier ) Delort 83e | (0 - 1) | 21e (csc) Bertaud                                          | Stade de la Mosson, Montpellier Spectateurs : 6 527 Diffuseur : Prime Video (multiplex) Arbitrage : Jérôme Brisard | Stade de la Mosson, Montpellier Spectateurs : 6 527 Diffuseur : Prime Video (multiplex) Arbitrage : Jérôme Brisard |
| Dimanche 23 août 2021 15:00 |                                                                | Rapport | 49e Lemoine · 67e Monconduit · 86e Mendes · 90+2e Hergault | Stade de la Mosson, Montpellier Spectateurs : 6 527 Diffuseur : Prime Video (multiplex) Arbitrage : Jérôme Brisard | Stade de la Mosson, Montpellier Spectateurs : 6 527 Diffuseur : Prime Video (multiplex) Arbitrage : Jérôme Brisard |

| Journée 4                   | LOSC Lille                        | 2 - 1   | Montpellier HSC                                                                | | |
| Dimanche 29 août 2021 17:00 | ( Fonte) Yazıcı 45+1e · David 56e | (1 - 1) | 45+4e Laborde                                                                  | Stade Pierre-Mauroy, Villeneuve-d'Ascq Spectateurs : 28 859 Diffuseur : Canal+ Sport Arbitrage : Amaury Delerue | Stade Pierre-Mauroy, Villeneuve-d'Ascq Spectateurs : 28 859 Diffuseur : Canal+ Sport Arbitrage : Amaury Delerue |
| Dimanche 29 août 2021 17:00 | Fonte 25e · André 33e · Xeka 43e  | Rapport | 25e Ferri · 34e Laborde · 56e Savanier · 59e Chotard · 70e Mollet · 73e Sambia | Stade Pierre-Mauroy, Villeneuve-d'Ascq Spectateurs : 28 859 Diffuseur : Canal+ Sport Arbitrage : Amaury Delerue | Stade Pierre-Mauroy, Villeneuve-d'Ascq Spectateurs : 28 859 Diffuseur : Canal+ Sport Arbitrage : Amaury Delerue |

| Journée 5                        | Montpellier HSC                                    | 2 - 0   | AS Saint-Etienne                               | | |
| Dimanche 12 septembre 2021 13:00 | (Savanier ) Mavididi 32e · (Mavididi ) Germain 62e | (1 - 0) |                                                | Stade de la Mosson, Montpellier Spectateurs : 10 402 Diffuseur : Prime Video Arbitrage : Benoît Bastien | Stade de la Mosson, Montpellier Spectateurs : 10 402 Diffuseur : Prime Video Arbitrage : Benoît Bastien |
| Dimanche 12 septembre 2021 13:00 | Wahi 34e                                           | Rapport | 55e Bouanga · 69e Neyou · 73e Nade · 88e Saban | Stade de la Mosson, Montpellier Spectateurs : 10 402 Diffuseur : Prime Video Arbitrage : Benoît Bastien | Stade de la Mosson, Montpellier Spectateurs : 10 402 Diffuseur : Prime Video Arbitrage : Benoît Bastien |

| Journée 6                        | ES Troyes AC                                                        | 1 - 1   | Montpellier HSC                       | | |
| Dimanche 19 septembre 2021 15:00 | (Kaboré ) Touzghar 37e                                              | (1 - 0) | 87e Savanier (Gioacchini )            | Stade de l'Aube, Troyes Spectateurs : 7 405 Diffuseur : Prime Video (multiplex) Arbitrage : Florent Batta | Stade de l'Aube, Troyes Spectateurs : 7 405 Diffuseur : Prime Video (multiplex) Arbitrage : Florent Batta |
| Dimanche 19 septembre 2021 15:00 | Dingomé 44e · Banhie-Zoukrou 71e · Chavalerin 81e · Rodrigues 90+2e | Rapport | 49e Ferri · 51e Savanier · 79e Thuler | Stade de l'Aube, Troyes Spectateurs : 7 405 Diffuseur : Prime Video (multiplex) Arbitrage : Florent Batta | Stade de l'Aube, Troyes Spectateurs : 7 405 Diffuseur : Prime Video (multiplex) Arbitrage : Florent Batta |

| Journée 7                        | Montpellier HSC                                      | 3 - 3   | FC Girondins de Bordeaux                 | | |
| Mercredi 22 septembre 2021 19:00 | ( Mavididi) ( Savanier) Germain 11e 50e · Mollet 71e | (1 - 2) | (Adli ) Ui-jo 11e · Onana 29e · Kalu 85e | Stade de la Mosson, Montpellier Spectateurs : 9 585 Diffuseur : Prime Video (multiplex) Arbitrage : Mikaël Lesage | Stade de la Mosson, Montpellier Spectateurs : 9 585 Diffuseur : Prime Video (multiplex) Arbitrage : Mikaël Lesage |
| Mercredi 22 septembre 2021 19:00 |                                                      | Rapport | 90e Gregersen · 90+3e Mara               | Stade de la Mosson, Montpellier Spectateurs : 9 585 Diffuseur : Prime Video (multiplex) Arbitrage : Mikaël Lesage | Stade de la Mosson, Montpellier Spectateurs : 9 585 Diffuseur : Prime Video (multiplex) Arbitrage : Mikaël Lesage |

| Journée 8                      | Paris Saint-Germain                           | 2 - 0   | Montpellier HSC |                                                                                                   |                                                                                                   |
| Samedi 25 septembre 2021 21:00 | ( Di María) Gueye 14e · ( Neymar) Draxler 88e | (1 - 0) |                 | Parc des Princes, Paris Spectateurs : 47 408 Diffuseur : Canal+ Décalé Arbitrage : Antony Gautier | Parc des Princes, Paris Spectateurs : 47 408 Diffuseur : Canal+ Décalé Arbitrage : Antony Gautier |
| Samedi 25 septembre 2021 21:00 |                                               | Rapport | 69e Makouana    | Parc des Princes, Paris Spectateurs : 47 408 Diffuseur : Canal+ Décalé Arbitrage : Antony Gautier | Parc des Princes, Paris Spectateurs : 47 408 Diffuseur : Canal+ Décalé Arbitrage : Antony Gautier |

| Journée 9                   | Montpellier HSC          | 1 - 1   | RC Strasbourg          | | |
| Samedi 2 octobre 2021 17:00 | ( Germain) Mollet 12e    | (1 - 1) | Gameiro 28e ( Ajorque) | Stade de la Mosson, Montpellier Spectateurs : 9 851 Diffuseur : Prime Video Arbitrage : Hakim Ben El Hadj | Stade de la Mosson, Montpellier Spectateurs : 9 851 Diffuseur : Prime Video Arbitrage : Hakim Ben El Hadj |
| Samedi 2 octobre 2021 17:00 | Mollet 54e · Sakho 90+1e | Rapport |                        | Stade de la Mosson, Montpellier Spectateurs : 9 851 Diffuseur : Prime Video Arbitrage : Hakim Ben El Hadj | Stade de la Mosson, Montpellier Spectateurs : 9 851 Diffuseur : Prime Video Arbitrage : Hakim Ben El Hadj |

| Journée 10                     | Montpellier HSC                      | 1 - 0   | RC Lens                                               | | |
| Dimanche 17 octobre 2021 17:00 | ( Savanier) Mavididi 48e             | (0 - 0) |                                                       | Stade de la Mosson, Montpellier Spectateurs : 12 474 Diffuseur : Canal+ Sport Arbitrage : Florent Batta | Stade de la Mosson, Montpellier Spectateurs : 12 474 Diffuseur : Canal+ Sport Arbitrage : Florent Batta |
| Dimanche 17 octobre 2021 17:00 | Chotard 58e · Esteve 67e · Ferri 86e | Rapport | 29e Wooh · 62e Pereira da Costa · 77e Jean · 81e Saïd | Stade de la Mosson, Montpellier Spectateurs : 12 474 Diffuseur : Canal+ Sport Arbitrage : Florent Batta | Stade de la Mosson, Montpellier Spectateurs : 12 474 Diffuseur : Canal+ Sport Arbitrage : Florent Batta |

| Journée 11                     | AS Monaco                                                         | 3 - 1   | Montpellier HSC                                      |                                                                                                   |                                                                                                   |
| Dimanche 24 octobre 2021 17:00 | (Henrique ) Volland 12e · (Volland ) Ben Yedder 17e · Martins 61e | (2 - 0) | 81e (pen.) Savanier                                  | Stade Louis-II, Monaco Spectateurs : 4 861 Diffuseur : Canal+ Sport Arbitrage : François Letexier | Stade Louis-II, Monaco Spectateurs : 4 861 Diffuseur : Canal+ Sport Arbitrage : François Letexier |
| Dimanche 24 octobre 2021 17:00 | Maripán 24e                                                       | Rapport | 43e Cozza · 52e Ristić · 66e Makouana · 86e Savanier | Stade Louis-II, Monaco Spectateurs : 4 861 Diffuseur : Canal+ Sport Arbitrage : François Letexier | Stade Louis-II, Monaco Spectateurs : 4 861 Diffuseur : Canal+ Sport Arbitrage : François Letexier |

| Journée 12                     | Montpellier HSC                        | 2 - 0   | FC Nantes                                                               | | |
| Dimanche 31 octobre 2021 15:00 | Mollet 64e · (Ferri ) Wahi 71e         | (0 - 0) |                                                                         | Stade de la Mosson, Montpellier Spectateurs : 11 267 Diffuseur : Prime Video (multiplex) Arbitrage : Bastien Depechy | Stade de la Mosson, Montpellier Spectateurs : 11 267 Diffuseur : Prime Video (multiplex) Arbitrage : Bastien Depechy |
| Dimanche 31 octobre 2021 15:00 | Savanier 37e · Sakho 42e · Ferri 90+3e | Rapport | 35e Appiah · 44e Traoré · 73e Pallois · 90e Girotto · 90+3e Castelletto | Stade de la Mosson, Montpellier Spectateurs : 11 267 Diffuseur : Prime Video (multiplex) Arbitrage : Bastien Depechy | Stade de la Mosson, Montpellier Spectateurs : 11 267 Diffuseur : Prime Video (multiplex) Arbitrage : Bastien Depechy |

| Journée 13                     | OGC Nice              | 0 - 1   | Montpellier HSC |                                                                                                |                                                                                                |
| Dimanche 7 novembre 2021 17:00 |                       | (0 - 0) | 80e Mollet      | Allianz Riviera, Nice Spectateurs : 20 157 Diffuseur : Canal+ Sport Arbitrage : Antony Gautier | Allianz Riviera, Nice Spectateurs : 20 157 Diffuseur : Canal+ Sport Arbitrage : Antony Gautier |
| Dimanche 7 novembre 2021 17:00 | Thuram 63e · Bard 77e | Rapport |                 | Allianz Riviera, Nice Spectateurs : 20 157 Diffuseur : Canal+ Sport Arbitrage : Antony Gautier | Allianz Riviera, Nice Spectateurs : 20 157 Diffuseur : Canal+ Sport Arbitrage : Antony Gautier |

| Journée 14                    | Stade rennais FC                            | 2 - 0   | Montpellier HSC          |                                                                                               |                                                                                               |
| Samedi 20 novembre 2021 21:00 | Terrier 8e (Traoré ) · Majer 28e (Laborde ) | (2 - 0) |                          | Roazhon Park, Rennes Spectateurs : 27 003 Diffuseur : Canal+ Décalé Arbitrage : Mikaël Lesage | Roazhon Park, Rennes Spectateurs : 27 003 Diffuseur : Canal+ Décalé Arbitrage : Mikaël Lesage |
| Samedi 20 novembre 2021 21:00 | Tait 86e                                    | Rapport | 6e Mollet · 41e Savanier | Roazhon Park, Rennes Spectateurs : 27 003 Diffuseur : Canal+ Décalé Arbitrage : Mikaël Lesage | Roazhon Park, Rennes Spectateurs : 27 003 Diffuseur : Canal+ Décalé Arbitrage : Mikaël Lesage |

| Journée 15                      | Montpellier HSC | 0 - 1   | Olympique lyonnais                                     | | |
| Dimanche 28 novembre 2021 17:00 |                 | (0 - 1) | 17e Paquetát                                           | Stade de la Mosson, Montpellier Spectateurs : 14 747 Diffuseur : Canal+ Sport Arbitrage : Thomas Léonard | Stade de la Mosson, Montpellier Spectateurs : 14 747 Diffuseur : Canal+ Sport Arbitrage : Thomas Léonard |
| Dimanche 28 novembre 2021 17:00 | Ferri 68e       | Rapport | 29e Slimani · 40e Caqueret · 45e Boateng · 67e Emerson | Stade de la Mosson, Montpellier Spectateurs : 14 747 Diffuseur : Canal+ Sport Arbitrage : Thomas Léonard | Stade de la Mosson, Montpellier Spectateurs : 14 747 Diffuseur : Canal+ Sport Arbitrage : Thomas Léonard |

| Journée 16                       | FC Metz              | 1 - 3   | Montpellier HSC                                            | | |
| Mercredi 1er décembre 2021 19:00 | de Préville 70e      | (0 - 2) | 36e Savanier · 45+1e Mavididi (Wahi ) · 48e Wahi (Ristić ) | Stade Saint-Symphorien, Longeville-lès-Metz Spectateurs : 13 992 Diffuseur : Prime Video (multiplex) Arbitrage : Ruddy Buquet | Stade Saint-Symphorien, Longeville-lès-Metz Spectateurs : 13 992 Diffuseur : Prime Video (multiplex) Arbitrage : Ruddy Buquet |
| Mercredi 1er décembre 2021 19:00 | Sarr 34e · Bronn 36e | Rapport | 72e Mollet · 90+3e Ristić                                  | Stade Saint-Symphorien, Longeville-lès-Metz Spectateurs : 13 992 Diffuseur : Prime Video (multiplex) Arbitrage : Ruddy Buquet | Stade Saint-Symphorien, Longeville-lès-Metz Spectateurs : 13 992 Diffuseur : Prime Video (multiplex) Arbitrage : Ruddy Buquet |

| Journée 17                     | Montpellier HSC                         | 1 - 0   | Clermont Foot 63                               | | |
| Dimanche 5 décembre 2021 15:00 | (Mollet ) Wahi 28e                      | (1 - 0) |                                                | Stade de la Mosson, Montpellier Spectateurs : 9 643 Diffuseur : Prime Video (multiplex) Arbitrage : Florent Batta | Stade de la Mosson, Montpellier Spectateurs : 9 643 Diffuseur : Prime Video (multiplex) Arbitrage : Florent Batta |
| Dimanche 5 décembre 2021 15:00 | Mavididi 38e · Sambia 50e · Chotard 90e | Rapport | 51e Abdul Samed · 90+4e Gastien · 90+4e Magnin | Stade de la Mosson, Montpellier Spectateurs : 9 643 Diffuseur : Prime Video (multiplex) Arbitrage : Florent Batta | Stade de la Mosson, Montpellier Spectateurs : 9 643 Diffuseur : Prime Video (multiplex) Arbitrage : Florent Batta |

| Journée 18                    | Stade brestois 29          | 0 - 4   | Montpellier HSC                                                                                      | | |
| Samedi 11 décembre 2021 17:00 |                            | (0 - 0) | 45+1e Wahi (Savanier ) · 47e Mavididi (Souquet ) · 60e Sambia (Germain ) · 85e Germain (Gioacchini ) | Stade Francis-Le Blé, Brest Spectateurs : 11 332 Diffuseur : Prime Video Arbitrage : Benoît Millot | Stade Francis-Le Blé, Brest Spectateurs : 11 332 Diffuseur : Prime Video Arbitrage : Benoît Millot |
| Samedi 11 décembre 2021 17:00 | Hérelle 62e · Magnetti 83e | Rapport | 89e Ferri                                                                                            | Stade Francis-Le Blé, Brest Spectateurs : 11 332 Diffuseur : Prime Video Arbitrage : Benoît Millot | Stade Francis-Le Blé, Brest Spectateurs : 11 332 Diffuseur : Prime Video Arbitrage : Benoît Millot |

| Journée 19                      | Montpellier HSC                                                              | 4 - 1   | Angers SCO         | | |
| Mercredi 22 décembre 2021 21:00 | Savanier 14e · (Savanier ) Cozza 30e · (Mavididi ) Ristić 51e · Mavididi 76e | (2 - 1) | 45+1e Pereira Lage | Stade de la Mosson, Montpellier Spectateurs : 10 990 Diffuseur : Prime Video (multiplex) Arbitrage : Hugo Miguel | Stade de la Mosson, Montpellier Spectateurs : 10 990 Diffuseur : Prime Video (multiplex) Arbitrage : Hugo Miguel |
| Mercredi 22 décembre 2021 21:00 | Sambia 48e                                                                   | Rapport | 13e Boufal         | Stade de la Mosson, Montpellier Spectateurs : 10 990 Diffuseur : Prime Video (multiplex) Arbitrage : Hugo Miguel | Stade de la Mosson, Montpellier Spectateurs : 10 990 Diffuseur : Prime Video (multiplex) Arbitrage : Hugo Miguel |

| Journée 21                     | RC Strasbourg                                                           | 3 - 1   | Montpellier HSC                     | | |
| Dimanche 16 janvier 2022 15:00 | (Thomasson ) Waris 77e · (Caci ) Thomasson 84e · (Sissoko ) Gameiro 86e | (0 - 1) | 11e Mollet (Ristić )                | Stade de la Meinau, Strasbourg Spectateurs : 5 217 Diffuseur : Prime Video (multiplex) Arbitrage : Pierre Gaillouste | Stade de la Meinau, Strasbourg Spectateurs : 5 217 Diffuseur : Prime Video (multiplex) Arbitrage : Pierre Gaillouste |
| Dimanche 16 janvier 2022 15:00 | Bellegarde 22e · Kandil 70e                                             | Rapport | 59e Ferri · 65e Savanier · 66e Wahi | Stade de la Meinau, Strasbourg Spectateurs : 5 217 Diffuseur : Prime Video (multiplex) Arbitrage : Pierre Gaillouste | Stade de la Meinau, Strasbourg Spectateurs : 5 217 Diffuseur : Prime Video (multiplex) Arbitrage : Pierre Gaillouste |

| Journée 20                     | Montpellier HSC                                                                  | 0 - 1   | ES Troyes AC                | | |
| Mercredi 19 janvier 2022 19:00 |                                                                                  | (0 - 0) | 74e Chavalerin (Rodrigues ) | Stade de la Mosson, Montpellier Spectateurs : 4 943 Diffuseur : Prime Video Arbitrage : Jérémy Stinat | Stade de la Mosson, Montpellier Spectateurs : 4 943 Diffuseur : Prime Video Arbitrage : Jérémy Stinat |
| Mercredi 19 janvier 2022 19:00 | Mollet 38e · Souquet 58e · Savanier 63e · Chotard 66e · Mavididi 68e · Ferri 87e | Rapport | 21e Biancone                | Stade de la Mosson, Montpellier Spectateurs : 4 943 Diffuseur : Prime Video Arbitrage : Jérémy Stinat | Stade de la Mosson, Montpellier Spectateurs : 4 943 Diffuseur : Prime Video Arbitrage : Jérémy Stinat |

| Journée 22                     | Montpellier HSC                                | 3 - 2   | AS Monaco                                               | | |
| Dimanche 23 janvier 2022 17:05 | Wahi 13e · (Wahi ) (Cozza ) Mavididi 32e 90+1e | (2 - 1) | 34e Ben Yedder (Tchouaméni ) · 81e Vanderson (Aguilar ) | Stade de la Mosson, Montpellier Spectateurs : 5 000 Diffuseur : Canal+ Sport Arbitrage : Jérémie Pignard | Stade de la Mosson, Montpellier Spectateurs : 5 000 Diffuseur : Canal+ Sport Arbitrage : Jérémie Pignard |
| Dimanche 23 janvier 2022 17:05 | Mavididi 90+2e · Sambia 90+2e                  | Rapport | 10e Henrique · 65e Aguilar                              | Stade de la Mosson, Montpellier Spectateurs : 5 000 Diffuseur : Canal+ Sport Arbitrage : Jérémie Pignard | Stade de la Mosson, Montpellier Spectateurs : 5 000 Diffuseur : Canal+ Sport Arbitrage : Jérémie Pignard |

| Journée 23                  | AS Saint-Étienne                                                            | 3 - 1   | Montpellier HSC     | | |
| Samedi 5 février 2022 17:00 | (Aouchiche ) Hamouma 82e · (Aouchiche ) Nordin 90e · (Nordin ) Khazri 90+3e | (0 - 1) | 11e Wahi (Souquet ) | Stade Geoffroy-Guichard, Saint-Étienne Spectateurs : 20 000 Diffuseur : Prime Video Arbitrage : Thomas Léonard | Stade Geoffroy-Guichard, Saint-Étienne Spectateurs : 20 000 Diffuseur : Prime Video Arbitrage : Thomas Léonard |
| Samedi 5 février 2022 17:00 | Mangala 16e                                                                 | Rapport |                     | Stade Geoffroy-Guichard, Saint-Étienne Spectateurs : 20 000 Diffuseur : Prime Video Arbitrage : Thomas Léonard | Stade Geoffroy-Guichard, Saint-Étienne Spectateurs : 20 000 Diffuseur : Prime Video Arbitrage : Thomas Léonard |

| Journée 24                   | Montpellier HSC                        | 0 - 1   | LOSC Lille                                   | | |
| Samedi 12 février 2022 17:00 |                                        | (0 - 0) | 77e Xeka                                     | Stade de la Mosson, Montpellier Spectateurs : 11 784 Diffuseur : Prime Video Arbitrage : Stéphanie Frappart | Stade de la Mosson, Montpellier Spectateurs : 11 784 Diffuseur : Prime Video Arbitrage : Stéphanie Frappart |
| Samedi 12 février 2022 17:00 | Ferri 46e · Savanier 83e · Germain 87e | Rapport | 18e André · 22e Gomes · 45e Çelik · 64e Xeka | Stade de la Mosson, Montpellier Spectateurs : 11 784 Diffuseur : Prime Video Arbitrage : Stéphanie Frappart | Stade de la Mosson, Montpellier Spectateurs : 11 784 Diffuseur : Prime Video Arbitrage : Stéphanie Frappart |

| Journée 25                     | FC Lorient                 | 0 - 1   | Montpellier HSC          | | |
| Dimanche 20 février 2022 15:00 |                            | (0 - 0) | 56e Savanier             | Stade du Moustoir, Lorient Spectateurs : 10 135 Diffuseur : Prime Video (multiplex) Arbitrage : Jérémy Stinat | Stade du Moustoir, Lorient Spectateurs : 10 135 Diffuseur : Prime Video (multiplex) Arbitrage : Jérémy Stinat |
| Dimanche 20 février 2022 15:00 | Laporte 31e · Innocent 47e | Rapport | 60e Oyongo · 61e Souquet | Stade du Moustoir, Lorient Spectateurs : 10 135 Diffuseur : Prime Video (multiplex) Arbitrage : Jérémy Stinat | Stade du Moustoir, Lorient Spectateurs : 10 135 Diffuseur : Prime Video (multiplex) Arbitrage : Jérémy Stinat |

| Journée 26                     | Montpellier HSC                         | 2 - 4   | Stade rennais FC                                                                               | | |
| Vendredi 25 février 2022 21:00 | Oyongo 19e · Wahi 41e ( Chotard)        | (2 - 2) | Terrier 8e (Traoré ) · Bourigeaud 15e (Traoré ) · 52e (pen.) Laborde · Majer 84e (Bourigeaud ) | Stade de la Mosson, Montpellier Spectateurs : 11 000 Diffuseur : Prime Video Arbitrage : Amaury Delerue | Stade de la Mosson, Montpellier Spectateurs : 11 000 Diffuseur : Prime Video Arbitrage : Amaury Delerue |
| Vendredi 25 février 2022 21:00 | Savanier 26e · Germain 74e · Oyongo 86e | Rapport | 28e Traoré · 70e Omari                                                                         | Stade de la Mosson, Montpellier Spectateurs : 11 000 Diffuseur : Prime Video Arbitrage : Amaury Delerue | Stade de la Mosson, Montpellier Spectateurs : 11 000 Diffuseur : Prime Video Arbitrage : Amaury Delerue |

| Journée 27                 | FC Nantes                                         | 2 - 0   | Montpellier HSC | | |
| Dimanche 6 mars 2022 15:00 | (Blas ) Kolo Muani 69e · (Bukari ) Geubbels 90+3e | (0 - 0) |                 | Stade de la Beaujoire, Nantes Spectateurs : 21 589 Diffuseur : Prime Video (multiplex) Arbitrage : Hakim Ben El Hadj | Stade de la Beaujoire, Nantes Spectateurs : 21 589 Diffuseur : Prime Video (multiplex) Arbitrage : Hakim Ben El Hadj |
| Dimanche 6 mars 2022 15:00 | Castelletto 30e                                   | Rapport | 79e Ristić      | Stade de la Beaujoire, Nantes Spectateurs : 21 589 Diffuseur : Prime Video (multiplex) Arbitrage : Hakim Ben El Hadj | Stade de la Beaujoire, Nantes Spectateurs : 21 589 Diffuseur : Prime Video (multiplex) Arbitrage : Hakim Ben El Hadj |

| Journée 28                | Montpellier HSC                        | 0 - 0   | OGC Nice                               | | |
| Samedi 12 mars 2022 17:00 |                                        | (0 - 0) |                                        | Stade de la Mosson, Montpellier Spectateurs : 11 658 Diffuseur : Prime Video Arbitrage : Clément Turpin | Stade de la Mosson, Montpellier Spectateurs : 11 658 Diffuseur : Prime Video Arbitrage : Clément Turpin |
| Samedi 12 mars 2022 17:00 | Estève 20e · Wahi 69e · Makouana 90+2e | Rapport | 22e Lotomba · 32e Boudaoui · 35e Dante | Stade de la Mosson, Montpellier Spectateurs : 11 658 Diffuseur : Prime Video Arbitrage : Clément Turpin | Stade de la Mosson, Montpellier Spectateurs : 11 658 Diffuseur : Prime Video Arbitrage : Clément Turpin |

| Journée 29                  | FC Girondins de Bordeaux                      | 0 - 2   | Montpellier HSC                           | | |
| Dimanche 20 mars 2022 15:00 |                                               | (0 - 2) | 11e Wahi (Ferri ) · 16e Mollet (Germain ) | Matmut Atlantique, Bordeaux Spectateurs : 15 000 Diffuseur : Prime Video (multiplex) Arbitrage : Thomas Léonard | Matmut Atlantique, Bordeaux Spectateurs : 15 000 Diffuseur : Prime Video (multiplex) Arbitrage : Thomas Léonard |
| Dimanche 20 mars 2022 15:00 | Mensah 23e · Ahmedhodžić 34e · Fransérgio 37e | Rapport | 39e Cozza · 45+6e Ristić                  | Matmut Atlantique, Bordeaux Spectateurs : 15 000 Diffuseur : Prime Video (multiplex) Arbitrage : Thomas Léonard | Matmut Atlantique, Bordeaux Spectateurs : 15 000 Diffuseur : Prime Video (multiplex) Arbitrage : Thomas Léonard |

| Entraîneur :       |
| Olivier Dall'Oglio |

| Entraîneur :       |
| Olivier Dall'Oglio |

| Journée 31                   | Olympique de Marseille               | 2 - 0   | Montpellier HSC                   | | |
| Dimanche 10 avril 2022 21:00 | (Harit ) Dieng 9e · Ünder 19e (pen.) | (2 - 0) |                                   | Orange Vélodrome, Marseille Spectateurs : 51 131 Diffuseur : Prime Video Arbitrage : Jérémy Stinat | Orange Vélodrome, Marseille Spectateurs : 51 131 Diffuseur : Prime Video Arbitrage : Jérémy Stinat |
| Dimanche 10 avril 2022 21:00 |                                      | Rapport | 18e Ferri · 66e Leroy · 90e Omlin | Orange Vélodrome, Marseille Spectateurs : 51 131 Diffuseur : Prime Video Arbitrage : Jérémy Stinat | Orange Vélodrome, Marseille Spectateurs : 51 131 Diffuseur : Prime Video Arbitrage : Jérémy Stinat |

| Journée 32                   | Montpellier HSC | 0 - 0   | Stade de Reims                         | | |
| Dimanche 17 avril 2022 15:00 |                 | (0 - 0) |                                        | Stade de la Mosson, Montpellier Spectateurs : 10 170 Diffuseur : Prime Video (multiplex) Arbitrage : Antony Gautier | Stade de la Mosson, Montpellier Spectateurs : 10 170 Diffuseur : Prime Video (multiplex) Arbitrage : Antony Gautier |
| Dimanche 17 avril 2022 15:00 |                 | Rapport | 60e Munetsi · 70e Foket · 87e Rajković | Stade de la Mosson, Montpellier Spectateurs : 10 170 Diffuseur : Prime Video (multiplex) Arbitrage : Antony Gautier | Stade de la Mosson, Montpellier Spectateurs : 10 170 Diffuseur : Prime Video (multiplex) Arbitrage : Antony Gautier |

| Journée 33                   | RC Lens                                                   | 2 - 0   | Montpellier HSC | | |
| Mercredi 20 avril 2022 21:00 | (Clauss ) Pereira da Costa 37e · (Frankowski ) Ganago 75e | (1 - 0) |                 | Stade Bollaert-Delelis, Lens Spectateurs : 36 250 Diffuseur : Prime Video (multiplex) Arbitrage : Romain Lissorgue | Stade Bollaert-Delelis, Lens Spectateurs : 36 250 Diffuseur : Prime Video (multiplex) Arbitrage : Romain Lissorgue |
| Mercredi 20 avril 2022 21:00 | Pereira da Costa 70e                                      | Rapport |                 | Stade Bollaert-Delelis, Lens Spectateurs : 36 250 Diffuseur : Prime Video (multiplex) Arbitrage : Romain Lissorgue | Stade Bollaert-Delelis, Lens Spectateurs : 36 250 Diffuseur : Prime Video (multiplex) Arbitrage : Romain Lissorgue |

| Journée 34                 | Olympique lyonnais                                                                                            | 5 - 2   | Montpellier HSC                                | | |
| Samedi 23 avril 2022 17:00 | Dembélé 26e · Omlin 43e (csc) · (Mendes ) Aouar 63e · (Paquetá ) Toko-Ekambi 68e · (Toko-Ekambi ) Aouar 90+2e | (2 - 2) | 45+1e Wahi (Savanier ) · 45+4e (pen.) Savanier | Parc Olympique lyonnais, Décines-Charpieu Spectateurs : 46 608 Diffuseur : Prime Video Arbitrage : François Letexier | Parc Olympique lyonnais, Décines-Charpieu Spectateurs : 46 608 Diffuseur : Prime Video Arbitrage : François Letexier |
| Samedi 23 avril 2022 17:00 | Boateng 75e · Gusto 89e                                                                                       | Rapport | 28e Oyongo · 70e Cozza                         | Parc Olympique lyonnais, Décines-Charpieu Spectateurs : 46 608 Diffuseur : Prime Video Arbitrage : François Letexier | Parc Olympique lyonnais, Décines-Charpieu Spectateurs : 46 608 Diffuseur : Prime Video Arbitrage : François Letexier |

| Journée 35                  | Montpellier HSC                              | 2 - 2   | FC Metz                                             | | |
| Dimanche 1er mai 2022 15:00 | (Ristić ) Souquet 80e · (Delaye ) Wahi 90+1e | (0 - 1) | 24e Delaine (Traoré ) · 70e Mafouta (Mikelbrencis ) | Stade de la Mosson, Montpellier Spectateurs : 10 446 Diffuseur : Prime Video (multiplex) Arbitrage : Clément Turpin | Stade de la Mosson, Montpellier Spectateurs : 10 446 Diffuseur : Prime Video (multiplex) Arbitrage : Clément Turpin |
| Dimanche 1er mai 2022 15:00 | Oyongo 29e · Leroy 58e                       | Rapport | 51e Pajot · 66e Sarr · 68e Lamkel Zé                | Stade de la Mosson, Montpellier Spectateurs : 10 446 Diffuseur : Prime Video (multiplex) Arbitrage : Clément Turpin | Stade de la Mosson, Montpellier Spectateurs : 10 446 Diffuseur : Prime Video (multiplex) Arbitrage : Clément Turpin |

| Journée 36                | Clermont Foot 63                     | 2 - 1   | Montpellier HSC                                    | | |
| Dimanche 8 mai 2022 15:00 | (Bayo ) Rashani 4e · Bayo 69e (pen.) | (1 - 1) | 32e Chotard (Souquet )                             | Stade Gabriel-Montpied, Clermont-Ferrand Spectateurs : 11 857 Diffuseur : Prime Video (multiplex) Arbitrage : Benoît Bastien | Stade Gabriel-Montpied, Clermont-Ferrand Spectateurs : 11 857 Diffuseur : Prime Video (multiplex) Arbitrage : Benoît Bastien |
| Dimanche 8 mai 2022 15:00 | Abdul Samed 35e · Gastien 60e        | Rapport | 24e Mollet · 71e Souquet · 74e Leroy · 74e Chotard | Stade Gabriel-Montpied, Clermont-Ferrand Spectateurs : 11 857 Diffuseur : Prime Video (multiplex) Arbitrage : Benoît Bastien | Stade Gabriel-Montpied, Clermont-Ferrand Spectateurs : 11 857 Diffuseur : Prime Video (multiplex) Arbitrage : Benoît Bastien |

| Journée 37               | Montpellier HSC         | 0 - 4   | Paris Saint-Germain                                                 | | |
| Samedi 14 mai 2022 21:00 |                         | (0 - 3) | 6e 20e Messi (Mbappé ) (Mbappé ) · 26e Di María · 60e (pen.) Mbappé | Stade de la Mosson, Montpellier Spectateurs : 19 586 Diffuseur : Prime Video (multiplex) Arbitrage : Jérémy Stinat | Stade de la Mosson, Montpellier Spectateurs : 19 586 Diffuseur : Prime Video (multiplex) Arbitrage : Jérémy Stinat |
| Samedi 14 mai 2022 21:00 | Souquet 41e · Ferri 88e | Rapport | 34e Herrera · 70e Simons · 85e Mbappé · 90+3e Marquinhos            | Stade de la Mosson, Montpellier Spectateurs : 19 586 Diffuseur : Prime Video (multiplex) Arbitrage : Jérémy Stinat | Stade de la Mosson, Montpellier Spectateurs : 19 586 Diffuseur : Prime Video (multiplex) Arbitrage : Jérémy Stinat |

| Journée 38               | Angers SCO                                     | 2 - 0   | Montpellier HSC                                     | | |
| Samedi 21 mai 2022 21:00 | Mangani 45e (pen.) · (Mendy ) Pereira Lage 67e | (1 - 0) |                                                     | Stade Raymond-Kopa, Angers Spectateurs : 11 249 Diffuseur : Prime Video (multiplex) Arbitrage : Romain Lissorgue | Stade Raymond-Kopa, Angers Spectateurs : 11 249 Diffuseur : Prime Video (multiplex) Arbitrage : Romain Lissorgue |
| Samedi 21 mai 2022 21:00 | Fulgini 71e                                    | Rapport | 30e Makouana · 44e Oyongo · 54e Germain · 59e Ferri | Stade Raymond-Kopa, Angers Spectateurs : 11 249 Diffuseur : Prime Video (multiplex) Arbitrage : Romain Lissorgue | Stade Raymond-Kopa, Angers Spectateurs : 11 249 Diffuseur : Prime Video (multiplex) Arbitrage : Romain Lissorgue |

| 1/32 de finale                  | Andrézieux-Bouthéon FC   | 0 - 1   | Montpellier HSC                         | | |
| Dimanche 19 décembre 2021 16:00 |                          | (0 - 0) | 68e (pen.) Savanier                     | L'Envol Stadium, Andrézieux-Bouthéon Spectateurs : 3 000 Diffuseur : Eurosport 2 (multiplex) Arbitrage : Clément Turpin | L'Envol Stadium, Andrézieux-Bouthéon Spectateurs : 3 000 Diffuseur : Eurosport 2 (multiplex) Arbitrage : Clément Turpin |
| Dimanche 19 décembre 2021 16:00 | Diallo 15e · Nyemeck 67e | Rapport | 44e Thuler · 71e Mavididi · 81e Souquet | L'Envol Stadium, Andrézieux-Bouthéon Spectateurs : 3 000 Diffuseur : Eurosport 2 (multiplex) Arbitrage : Clément Turpin | L'Envol Stadium, Andrézieux-Bouthéon Spectateurs : 3 000 Diffuseur : Eurosport 2 (multiplex) Arbitrage : Clément Turpin |

| 1/16 de finale                | Montpellier HSC          | 1 - 0   | RC Strasbourg                          | | |
| Dimanche 2 janvier 2022 16:00 | Ristić 20e               | (1 - 0) |                                        | Stade de la Mosson, Montpellier Spectateurs : 4 575 Diffuseur : Eurosport 2 (multiplex) Arbitrage : Amaury Delerue | Stade de la Mosson, Montpellier Spectateurs : 4 575 Diffuseur : Eurosport 2 (multiplex) Arbitrage : Amaury Delerue |
| Dimanche 2 janvier 2022 16:00 | Mollet 12e · Bertaud 80e | Rapport | 27e Diallo · 48e Sissoko · 73e Ajorque | Stade de la Mosson, Montpellier Spectateurs : 4 575 Diffuseur : Eurosport 2 (multiplex) Arbitrage : Amaury Delerue | Stade de la Mosson, Montpellier Spectateurs : 4 575 Diffuseur : Eurosport 2 (multiplex) Arbitrage : Amaury Delerue |

| 1/8 de finale                | Olympique de Marseille                      | 1 - 1 5 - 4 t. a. b. | Montpellier HSC                           |                                                                                                   |                                                                                                   |
| Samedi 29 janvier 2022 21:00 | Milik 75e                                   | (0 - 0)              | 81e Makouana                              | Orange Vélodrome, Marseille Spectateurs : 5 000 Diffuseur : Eurosport 2 Arbitrage : Benoît Millot | Orange Vélodrome, Marseille Spectateurs : 5 000 Diffuseur : Eurosport 2 Arbitrage : Benoît Millot |
| Samedi 29 janvier 2022 21:00 | Rapport                                     |                      |                                           | Orange Vélodrome, Marseille Spectateurs : 5 000 Diffuseur : Eurosport 2 Arbitrage : Benoît Millot | Orange Vélodrome, Marseille Spectateurs : 5 000 Diffuseur : Eurosport 2 Arbitrage : Benoît Millot |
| Samedi 29 janvier 2022 21:00 | Rongier · Milik · Ünder · Guendouzi · Payet | Tirs au but 5 - 4    | Sakho · Ristić · Leroy · Delaye · Chotard | Orange Vélodrome, Marseille Spectateurs : 5 000 Diffuseur : Eurosport 2 Arbitrage : Benoît Millot | Orange Vélodrome, Marseille Spectateurs : 5 000 Diffuseur : Eurosport 2 Arbitrage : Benoît Millot |

### Effectif professionnel
Le tableau suivant liste l'effectif professionnel du Montpellier Hérault Sport Club pour la saison 2021-2022.
| \| No \| P. \| Nat. \| Nom \| Club précédent \| \| -- \| -- \| ---------- \| ---------------- \| ----------------------------- \| \| 16 \| G \| France \| Dimitry Bertaud \| Formé au club \| \| 1 \| G \| Suisse \| Jonas Omlin \| FC Bâle \| \| 30 \| G \| Portugal \| Matis Carvalho \| Toulouse Football Club \| \| 31 \| D \| France \| Nicolas Cozza \| Formé au club \| \| \| D \| France \| Redouane Halhal \| Formé au club \| \| 7 \| D \| Serbie \| Mihailo Ristić \| FK Krasnodar \| \| 5 \| D \| Portugal \| Pedro Mendes \| Stade rennais Football Club \| \| 12 \| D \| France \| Mamadou Sakho \| Crystal Palace Football Club \| \| 2 \| D \| France \| Arnaud Souquet \| KAA La Gantoise \| \| 22 \| D \| Uruguay \| Mathías Suárez \| Club Nacional de Football \| \| 26 \| D \| Brésil \| Thuler \| Flamengo Futebol Clube \| \| 13 \| M \| France \| Joris Chotard \| Formé au club \| \| 35 \| M \| France \| Sacha Delaye \| Formé au club \| \| 34 \| M \| France \| Maxime Estève \| Formé au club \| \| 12 \| M \| France \| Jordan Ferri \| Olympique lyonnais \| \| 18 \| M \| France \| Léo Leroy \| La Berrichonne de Châteauroux \| \| 25 \| M \| France \| Florent Mollet \| FC Metz \| \| 6 \| M \| France \| Junior Sambia \| Niort \| \| 11 \| M \| France \| Téji Savanier C \| Nîmes Olympique \| \| 8 \| M \| France \| Thibaut Vargas \| La Berrichonne de Châteauroux \| \| \| A \| France \| Yanis Guermouche \| Formé au club \| \| 28 \| A \| Congo \| Béni Makouana \| Diables noirs de Brazzaville \| \| 19 \| A \| Angleterre \| Stephy Mavididi \| Juventus Football Club \| \| 9 \| A \| France \| Valère Germain \| Olympique de Marseille \| \| 21 \| A \| France \| Elye Wahi \| Formé au club \| \| 22 \| M \| France \| Remy Cabella \| FK Krasnodar \| | Entraîneur(s) - Olivier Dall'Oglio Entraîneur(s) adjoint(s) - Grégory Peres - Pascal Baills - Romain Pitau Préparateur(s) physique(s) - Benjamin Guy Entraîneur(s) des gardiens - Jean-Yves Hours Analyste(s) vidéo - Jonathan Llorente - Maxime Flaman - Selim Errif Intendant - Rémi Marrey - Jonathan Casas Docteur(s) - René Raimondi - Guilhem Escudier Kinésithérapeute(s) - Olivier Megel - Yohan Métais Nutritionniste - Marc Couget Ostéopathe - Eric Perraux Légende - P. : Poste - Nat. : Nationalité - C : Capitaine - : Joueur prêté par un autre club - G : Gardien de but - D : Défenseur - M : Milieu de terrain - A : Attaquant |            |                  |                               |
| No | P. | Nat.       | Nom              | Club précédent                |
| 16 | G | France     | Dimitry Bertaud  | Formé au club                 |
| 1 | G | Suisse     | Jonas Omlin      | FC Bâle                       |
| 30 | G | Portugal   | Matis Carvalho   | Toulouse Football Club        |
| 31 | D | France     | Nicolas Cozza    | Formé au club                 |
| | D | France     | Redouane Halhal  | Formé au club                 |
| 7 | D | Serbie     | Mihailo Ristić   | FK Krasnodar                  |
| 5 | D | Portugal   | Pedro Mendes     | Stade rennais Football Club   |
| 12 | D | France     | Mamadou Sakho    | Crystal Palace Football Club  |
| 2 | D | France     | Arnaud Souquet   | KAA La Gantoise               |
| 22 | D | Uruguay    | Mathías Suárez   | Club Nacional de Football     |
| 26 | D | Brésil     | Thuler           | Flamengo Futebol Clube        |
| 13 | M | France     | Joris Chotard    | Formé au club                 |
| 35 | M | France     | Sacha Delaye     | Formé au club                 |
| 34 | M | France     | Maxime Estève    | Formé au club                 |
| 12 | M | France     | Jordan Ferri     | Olympique lyonnais            |
| 18 | M | France     | Léo Leroy        | La Berrichonne de Châteauroux |
| 25 | M | France     | Florent Mollet   | FC Metz                       |
| 6 | M | France     | Junior Sambia    | Niort                         |
| 11 | M | France     | Téji Savanier C  | Nîmes Olympique               |
| 8 | M | France     | Thibaut Vargas   | La Berrichonne de Châteauroux |
| | A | France     | Yanis Guermouche | Formé au club                 |
| 28 | A | Congo      | Béni Makouana    | Diables noirs de Brazzaville  |
| 19 | A | Angleterre | Stephy Mavididi  | Juventus Football Club        |
| 9 | A | France     | Valère Germain   | Olympique de Marseille        |
| 21 | A | France     | Elye Wahi        | Formé au club                 |
| 22 | M | France     | Remy Cabella     | FK Krasnodar                  |